# Alfred Ernout
Alfred Georges Ernout (Rijsel, 30 oktober 1879 - Parijs, 16 juni 1973) was een Frans latinist.

## Werk
Zijn werk valt onder te brengen in twee categorieën:
- Filologie: Ernout was tekstbezorger en vertaler van de volgende Latijnse auteurs voor de Collection Budé: Lucretius[1], Petronius, Sallustius, Plautus en Plinius de Oudere; dit betreft tekstuitgaven voorzien van een Franse vertaling.
- Taalkunde[2]: Ernout schreef diverse werken over de Latijnse taal; de bekendste zijn: Morphologie historique du latin; Syntaxe du Latin (een innovatief werk dat niet als een traditionele schoolgrammatica het klassieke Latijn (normatief) behandelt, maar de ontwikkeling schetst van de Latijnse syntaxis door de eeuwen heen); de Dictionnaire Etymologique de la langue latine (ook innovatief in zijn genre, omdat de nadruk hier niet ligt op de (Indo-Europese) etymologie van woorden, maar op hun betekenis-ontwikkeling binnen het Latijn[3]).

## Biografie
Na het afsluiten van zijn universitaire studie klassieke talen te Rijsel (1901), verkreeg Alfred Ernout vanwege zijn bijzondere resultaten een beurs om verder studeren in Parijs. In 1904 werd hij toegelaten als lid van de Société de Linguistique; in 1905 verscheen de Franse vertaling van Karl Brugmanns Grundriß der vergleichende Grammatik der indogermanischen Sprachen, waarvan Ernout een van de drie vertalers was. In 1908 behaalde hij zijn doctorstitel, waarna hij leraar werd aan het Lyceum te Troyes (hier was Georges Dumézil een van zijn leerlingen). In 1913 werd hij benoemd aan de universiteit van Rijsel, waar hij bleef tot 1924 toen zijn benoeming volgde aan de Sorbonne, en een jaar later aan de École pratique des hautes études. In 1944 werd hij hoogleraar aan het Collège de France waar hij de geschiedenis van de Latijnse taal als leeropdracht had. In 1951 ging hij met emeritaat.
Ernout was doctor honoris causa van de Rijksuniversiteit Groningen.

## Publicaties in boekvorm
- 1909: Les éléments dialectaux du vocabulaire latin (thèse principale).
- 1909: Recherches sur l’emploi du passif latin à l’époque républicaine (thèse complémentaire).
- 1914: Morphologie historique du latin.[5]
- 1916: Recueil de textes latins archaïques.
- 1916: Lucrèce : De la nature, livre IV. (vertaling met commentaar)
- 1920: Lucrèce: De la Nature, Budé uitgave.
- 1922: Pétrone: Le Satiricon. Budé uitgave.
- 1925-1926 (Samen met Léon Robin) Lucrèce: Commentaire exégétique et critique, précédé d'une traduction des Lettres et Pensées d'Epicure.
- 1932: (Samen met Antoine Meillet) Dictionnaire étymologique de la langue latine. Histoire des mots.
- 1932-1940: Plaute: Comédies, 7 delen. Budé uitgave.
- 1941: Salluste: Fragments des histoires. Catilina, Jugurtha. Budé uitgave.
- 1945: Poésie latine Choix de textes avec traduction.
- 1946: Le vocabulaire latin. Leçon inaugurale au Collège de France.
- 1947: Prose latine Choix de textes avec traduction.
- 1946: Philologica I. (Bundel artikelen)
- 1947-1963: Pline l’Ancien: Histoire naturelle.[6] Budé uitgave.
- 1949: Les Adjectifs latins en -osus et en -ulentus.
- 1951: (Samen met François Thomas) Syntaxe latine.
- 1952: Les mots grecs de la Peregrinatio Aetheriae.
- 1954: Aspects du vocabulaire latin.
- 1957: Philologica II. (Bundel artikelen)
- 1961: Le dialecte ombrien. Lexique du vocabulaire des "Tables eugubines" et des inscriptions.
- 1962: Pseudo-Salluste: Lettres à César. Invectives. Budé uitgave.
- 1964: Catulle: Poésies (Vertaling.)
- 1965: Philologica III. (Bundel artikelen.)
- 1971: Notes de philologie latine.